# Adérito de Jesus Soares

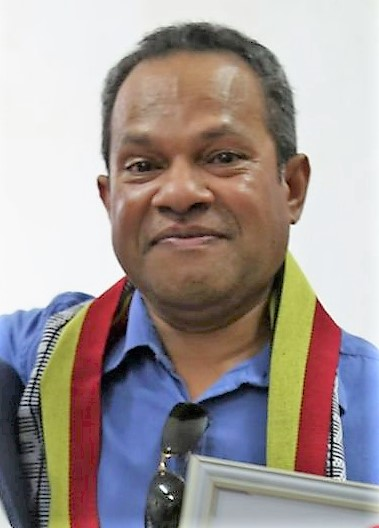
Adérito de Jesus Soares (2020)

Adérito de Jesus Soares ist ein osttimoresischer Politiker und Mitglied der Partidu Libertasaun Popular (PLP).
In den 1990er Jahren war Soares während der indonesischen Besatzung Mitglied des achtköpfigen Präsidiums der studentischen Widerstandsbewegung RENETIL. An der neuen Verfassung Osttimors arbeitete Soares als Anwalt mit. Auf Listenplatz 11 zog Soares bei den Wahlen am 30. August 2001 für die FRETILIN in die verfassunggebende Versammlung ein, blieb aber im daraus entstandenen Nationalparlament Osttimors nicht bis zum Ende der Legislaturperiode 2007.
Von 2010 bis 2014 war er Kommissar der Comissão Anti-Corrupção (CAC). 2010 war Soares Mitglied der Partei Frenti-Mudança (FM), einer Abspaltung der FRETILIN. Im Dezember 2015 trat Soares als Interims-Vorsitzender der PLP an, die in diesem Monat die offizielle Registrierung beim Tribunal de Recurso de Timor-Leste einreichte, dem obersten Gericht des Landes. Zu diesem Zeitpunkt lebte er in Australien, um dort sein Studium mit einer Doktorarbeit zur Beziehung zwischen Menschenrechte und Entwicklung abzuschließen. Dies soll im März oder April 2016 soweit sein.
Von 2015 bis 2017 war Soares Interims-Vorsitzender der neugegründeten PLP. Nachdem Taur Matan Ruak nach Ende seiner Amtszeit als Staatspräsident wieder ein Parteiamt übernehmen durfte, wurde er am 20. Mai 2017 zum neuen Parteichef gewählt. Soares ist nun Vorsitzender des Nationalen Politikrates der Partei (KPN).